# Inkpa
Inkpa, banda Wahpeton Siouxa koji su 1886. živjeli na Big Stone Lake u Minnesoti i možda na Cormorant Pointu (1862) na Mille Lacs. Nazivani su i sličnim imenima Inkpatonwan i Inpaton (Ashley u svom pismu Dorseyu 1862.), a po lokalitetu su poznati i kao Big Stone Lake band.

## Vanjske poveznice
- I- Minnesota Indian Villages, Towns and Settlements